# ガルシアへの手紙

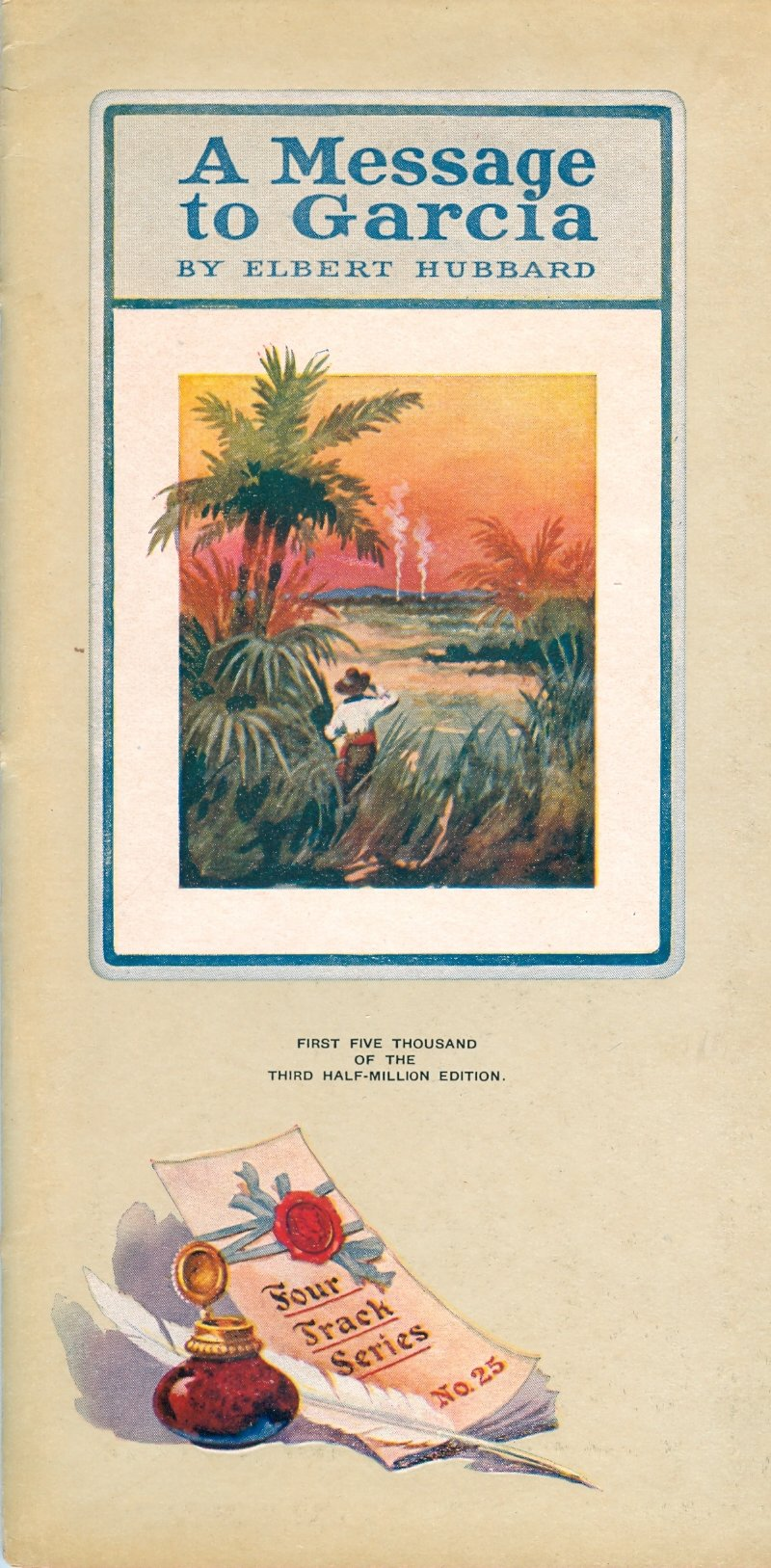
『ガルシアへの手紙』ニューヨーク・セントラル鉄道版

『ガルシアへの手紙』（英: A Message to Garcia）は、自発性と職務への誠実さの価値をつづったアメリカ合衆国のヒットセラーエッセイ。
1899年にエルバート・ハバードによって記された。その模範として、米西戦争の直前にアメリカ兵アンドリュー・ローワン中尉のとった行動を脚色した逸話が使われている。エッセイでは、ローワンがウィリアム・マッキンリー大統領からの手紙を「広大なキューバの山々のどこかにいるが、誰もその所在を知らない」キューバの反乱軍のリーダー、カリスト・ガルシア将軍に届けたことを紹介し、ローワンの自助努力を「一つのことに専心してやり遂げる能力も意欲もない凡人の愚かさ」に対比させている:17-18。
ここで私が示したいのは以下の点である。マッキンリーがローワンにガルシアへ手紙を届けるよう命じたとき、ローワンは手紙を受け取りながら「彼はどこにいるのですか？」などとは訊かなかった。この男こそ、その姿を不朽のブロンズ像にかたどって国じゅうの学苑にその像を据えられるべき人物である。若者に必要なのは本に向き合うことでも、あれこれを教わることでもなく、背筋を伸ばすことである。そうすれば彼らは、信頼に誠実にこたえ、速やかに行動し、職務に専心し、なすべきことをなし遂げる――「ガルシアへ手紙を届ける」人物になるだろう。

## 出版
『ガルシアへの手紙』は、当時エルバート・ハバードが全面を執筆していた雑誌『ザ・フィリスティン』の1899年3月号に、無題のコラムとして掲載されたものである。労働者を怠惰かつ無能なものと見做す彼の主張は、多くの企業家の琴線に触れた。その1人に、ニューヨーク・セントラル鉄道の出世欲旺盛な役員、ジョージ・H・ダニエルズがいた。ダニエルズは、このエッセイを鉄道会社のパンフレットに掲載して大量に出版した。ハバートがニューヨーク州のイースト・オーロラに設立したロイクロフトコミュニティの出版部門であるロイクロフト・プレスは、スエード、エンボス、ペーパーバックなど様々な装丁でこのエッセイを再版して販売し、またワナメーカー百貨店やボーイスカウトアメリカ連盟、アメリカ海軍など様々な組織向けに、有料の広告用商材として提供した:9-11。エッセイはまた、多くの啓発本にも引用されて一章を飾った。現代ではインターネット上で容易に読むことができる。

## 史実
ハバードの著作において、マッキンリー大統領はキューバの反乱軍のリーダーであるカリスト・ガルシア将軍と通信する必要があった。
さる人物が大統領に進言した。「ローワンという名前の男なら、ガルシアへきっと手紙を届けてくれましょう。」ローワンが呼び出され、手紙をガルシアへ届けるように言い渡された。この「ローワンという名前の男」がいかにして、その手紙を受け取り、防水袋に密封して胸元に縛りつけ、4日間のうちに夜闇にまぎれてキューバの海岸に小舟で上陸し、ジャングルの中に消え、敵国を徒歩で横断して手紙をガルシアへと届け、3週間後に島の対岸に現れたか――それらを事細かに記すことは本意ではない。
実際には、上のハバードの文章の中で唯一正しい箇所は、ローワンが「キューバの海岸に小舟で上陸し」たことだけで、マッキンリーがガルシアと連絡を取る必要があったこと、ローワンが将軍に手紙を届けたことなど、その他一切は事実ではなかった。

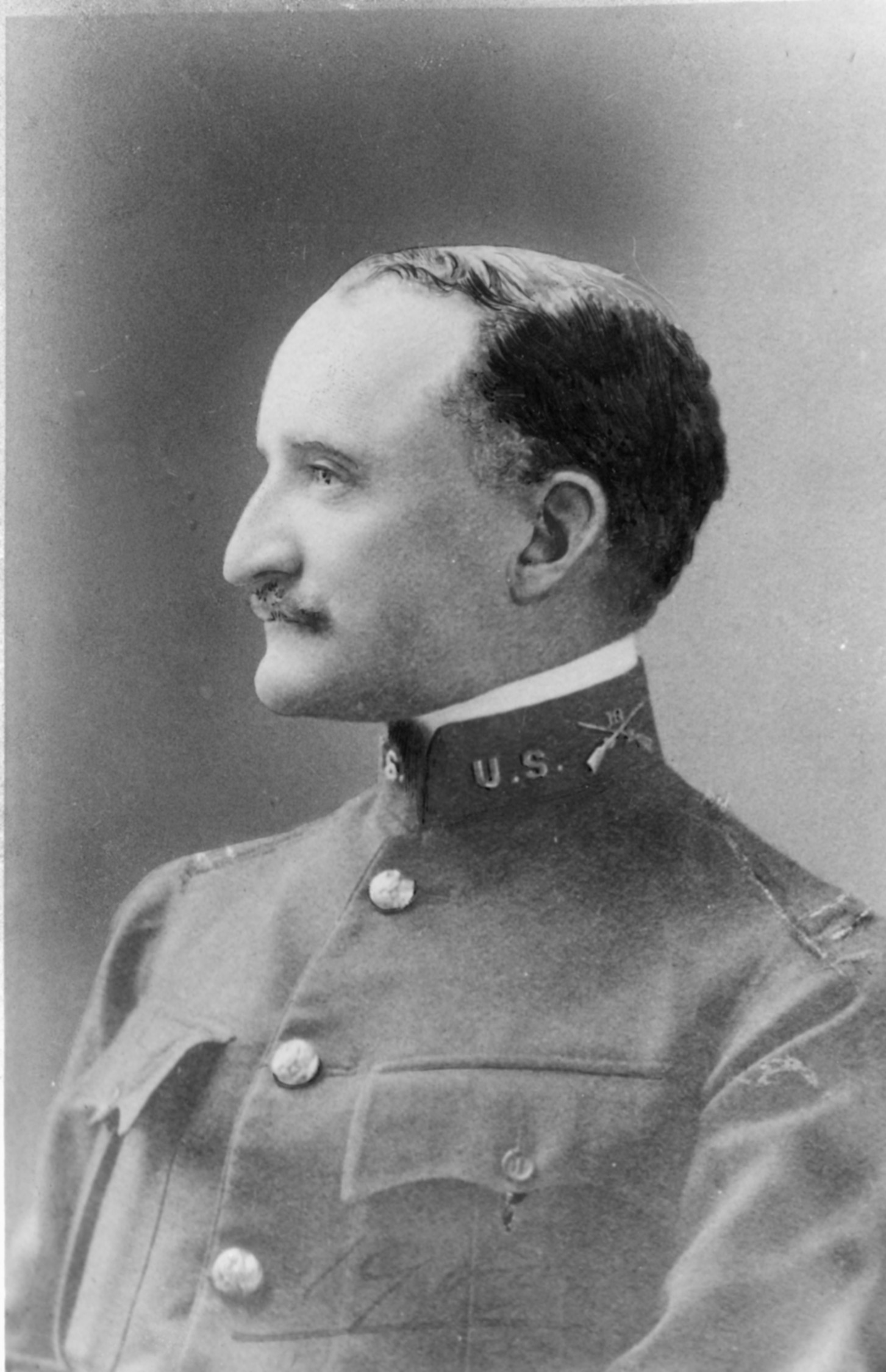
アンドリュー・ローワン

アメリカ陸軍情報部の長であるアーサー・ワグナーは、軍事情報収集のためにキューバとプエルトリコへのスパイ派遣許可を高級副官ヘンリー・クラーク・コービンに請願し、許しを得た。ワグナーは40歳のアンドリュー・S・ローワン中尉を選任し、キューバ東部の反乱軍司令官カリスト・ガルシア将軍の下での活動に参加させた。4月9日、ローワンは民間人を装ってニューヨークからジャマイカのキングストンに向かう汽船に乗り込んだ。キングストンの米国領事の助けを借りて彼はキューバ革命軍と接触し、その革命軍が、キューバ南東海岸への航行中にボートで彼を送り届けた:46-52。 彼らは4月25日の朝に上陸した。
反乱軍とともにマエストラ山脈を8日間馬に揺られた末に、5月1日、ローワンはバヤモの街でガルシアに会った。ローワンの任務は、「軍事力、兵卒の能力、動向、総合的な軍事情勢」を国防省に報告することだった。彼の命令はキューバに留まり、「反乱軍に同行し、報告書を送り返すこと」であった。ローワンはこの命令を無視してガルシアに対し、ありうべき侵攻に際して米軍と協力することになった場合に備えて、ガルシアの必要な情報を収集するために滞在していたと述べ、また、アメリカへ帰国したい旨を強く訴えた。ガルシアは機をうかがって、到着後数時間で彼をアメリカに帰国させたという。ガルシアの部下の数人が、アメリカ側の当局と協議するために彼に随伴した。彼らは馬に乗ってキューバ北岸のマナティ湾まで5日間歩いたあと、「マングローブの茂みの下から小さな船ですべり出して」フロリダに向けて出航した。通りすがりの蒸気船が彼らをナッソーまで運び、そこからフロリダ州のタンパへ船出し、5月13日に帰国した。
ローワンが4月25日にキューバに上陸して間もなく、彼の極秘任務の詳細がアメリカの新聞の一面に躍った。ローワンがジャマイカ滞在時に、この情報をAP通信の特派員エルマー・ロバーツに明かしたと伝えられたのである:50。このことはコービン副官には寝耳に水だった。この報道がローワンを英雄にしていなければ、コービンは彼を軍法会議にかけていたかもしれない:11。結局は彼はガンマンのバッファロー・ビルと並ぶほどの人気を博し、陸軍司令官ネルソン・マイルズの目にとまって、一時的に第6義勇歩兵連隊の中佐に昇進した。

## 流通
1914年、ハバードはこのエッセイが4,000万部以上再版されたと主張した:13-14。彼の息子バートは後に8,000万部と報告し、また引退したローワンを少将に昇格させるための1926年の法案では、2億2,500万部が印刷されたと述べられた。アリス・ハケットとジェームズ・H・バークによる1977年のベストセラーの調査では、発行部数を400万部と推定している。それ以降、エッセイは数えきれないほど再版され、とくにデジタルコピーも含めれば、その部数が4,000万部に至ったかは今日まで誰にも証明することができていない。
よく繰り返される逸話として、ハバードは次のように記している。「（NYセントラル鉄道の）ダニエルズ氏が『ガルシアへの手紙』を頒布していたころ、ロシア鉄道局長のミハイル・ヒルコフ氏が訪米しており、ダニエルズ氏の個人的な意向で国内を視察していた。（…）帰国後、彼は『ガルシアへの手紙』をロシア語に翻訳させ、ロシアの鉄道員全員にパンフレットのコピーを配ったという」。書きぶりからして、彼は当時ロシアの鉄道員の多くが文盲だったことを知らなかったようである。ハバードはさらに、「日露戦争の間、前線に送られた兵士全員にコピーが配られた」と主張する。そして、ある日本人がロシア人捕虜の持っていたパンフレットを見つけて翻訳し、「ミカド」の命で「日本政府に雇用されている軍人・文民全員にそのコピーが配られた」:11-13という。
この逸話は事実ではない。ヒルコフは1896年10月にアメリカにいたが、それはこのエッセイが書かれる前のことで、ダニエルズとも折に触れて同行したに過ぎなかった。ロシア政府・日本政府が発行したパンフレットは一冊も見つかっていない。ハバードはロシア語と日本語への翻訳の逸話に加えて、パンフレットがロシアから「ドイツ、フランス、スペイン、トルコ、インド、中国」へと渡り、エッセイが「すべての書記言語」に翻訳されたと吹聴した:11。このことはまだ実証されていないが、少なくとも今日ではチェコ語、ドイツ語、ルーマニア語、中国語、韓国語など多くの翻訳版を見ることができる。

## 大衆文化
「ガルシアに手紙を届ける」という言い回しは、困難な任務を遂行する際に率先して行動する、という意味で長く用いられてきた。ニクソン大統領がウォーターゲート事件の記録テープにおいて、ヘンリー・キッシンジャーやジョン・アーリックマンとの会話の中でこのフレーズを使っているのを聞くことができる。また、子供向けゲームのタイトルとして使われたり、ラジオ番組でドラマ化されたり、アメリカのボーイスカウト連盟向けに話を作り替えられたこともあった。1917年の『ボーイスカウト年鑑』中の一節は、この関連性を色濃く表している。「（ボーイスカウトに）『ガルシアへの手紙』を与えれば、たとえ山や荒野や砂漠や濁流や沼や大海がその行く手を阻むとも、きっとそのメッセージがガルシアに届くだろう。」

## 映画
このエッセイを基にした映画は2本あり、どちらも『ガルシアへのメッセージ』と題されている。
一つは1916年にトーマス・A・エジソン社が製作した無声映画で、リチャード・リッジリーが監督を務めた。ターナー・クラシック・ムービーズのサイトにも記載されている通り、「正確さはあまり気にしていなかった」。 
2作目は1936年に20世紀フォックスが製作し、ジョージ・マーシャルが監督した。